# Заимов, Дмитрий Георгиевич
Дмитрий Георгиевич Заимов (род. 16 декабря 1946 года, ГрузССР, СССР) — советский и российский художник-реставратор, член-корреспондент Российской академии художеств (2013).

## Биография
Родился 16 декабря 1946 года в Грузинской ССР, живёт и работает в Москве.
С 1998 года — член Творческого союза художников России.
С 2006 года — реставратор Московского музея современного искусства.
В 2013 году — избран членом-корреспондентом Российской академии художеств от Отделения дизайна.
Член Международной общественной ассоциации «Союз дизайнеров».
Участвовал в сооружении «Хрустальной» часовни во имя Святого Благоверного Александра Невского на Гоголевском бульваре в Москве, в реставрации и воссоздании интерьера Научной библиотеки Российской академии художеств в Санкт-Петербурге и других значимых объектах.